# Haider Abu Bakr al-Attas
Haider Abu Bakr al-Attas (Arabisch: حيدر أبو بكرالعطاس, Ḥaydar Abū Bakr al-ʿAṭṭās) (Hadramaut, 5 april 1939) is een Jemenitisch politicus en ingenieur. Al-Attas was van 24 januari 1986 tot mei 1990 president van de Democratische Volksrepubliek Jemen. Al-Attas behoorde tot het Nationaal Bevrijdingsfront (NLF), de enige toegestane partij in Zuid-Jemen. In februari 1985 werd hij als kandidaat voor de pro-Sovjet vleugel van de Jemenitische Socialistische Partij (YSP; de opvolger van het NLF) premier van Zuid-Jemen. Na de vlucht van president Ali Nasser Muhammad Husani naar het buitenland, werd al-Attas president van de volksrepubliek. Hij voerde een pragmatische koers ten opzichte van de buurlanden Noord-Jemen, Saoedi-Arabië en Oman. Mede dankzij zijn inspanning kwam er in 1990 een akkoord tot stand met de Noord-Jemenitische president (zie Jemen, hoofdstuk 'Noord-Jemen') Ali Abdullah Saleh, waarna beide landen zich verenigden tot de Arabische Republiek Jemen. Van 22 mei 1990 tot 9 mei 1994 was al-Attas premier van Jemen.
Op 21 mei 1994 kwam de Jemenitische Socialistische Partij (YSP) in opstand tegen de regering van president Saleh en riep in Aden de Democratische Republiek Jemen uit met Ali Salim al-Baidh als president en al-Attas als premier. Deze kortstondige revolte tegen het regime van Saleh werd echter spoedig onderdrukt, waarna verscheidene leiders, waaronder al-Attas, naar het buitenland vluchtten. Al-Attas vestigde zich in de Verenigde Arabische Emiraten. In 1998 werd hij bij verstek ter dood veroordeeld. In 2003 verkreeg hij amnestie en kon hij naar Jemen terugkeren.